# 低矮华北乌头
低矮华北乌头（学名：Aconitum soongaricum var. jeholense）为毛茛科乌头属下的一个变种。

## 扩展阅读
- 維基物種上的相關：低矮华北乌头